# Хиггинсон, Торри
То́рри Хи́ггинсон (англ. Torri Higginson; род. 6 декабря 1969 года), настоящее имя Са́ра Викто́рия Хи́ггинсон — канадская актриса, известна своими ролями в фильме «Войны „ТЕК“» и его продолжениях, «Английский пациент», а также в научно-фантастическом сериале «Звёздные врата: Атлантида».

## Биография
Родилась в городе Берлингтоне (провинция Онтарио, Канада). Актерскому мастерству училась в Лондонской школе музыки и драмы, в одном классе с Юэном Макгрегором. Её младший брат Люк Хиггинсон, является вокалистом рок-группы «Debaser».

### Карьера
Актёрскую деятельность Торри начинает с того, что сама себе создает роль. В 1991 кинокомпания из Голландии снимает короткометражке «Жена фотографа», здесь Торри Хиггинсон играет роль первого плана и одновременно работает продюсером.
В 1992 она мелькает на телевидении в сериале «Рыцарь навсегда», в Виндзорских женщинах и Семейных фотографиях, пока наконец не появляется в роли очаровательного ученого Бет Киттридж в телефильме Уильяма Шетнера «Война Тек». Торри сыграла эту роль, а также в нескольких первых эпизодах сериала по этому фильму.
После роли в фантастическом боевике «Каменные джунгли» (1995), она появляется в «Английском пациенте» в роли медсестры Мэри. Торри сыграла главные роли во многих боевиках и фантастических фильмах: «Погоня за памятью» (1996), «Воздушный спецназ» (1998), «Семья полицейских 3» Чарльза Бронсона (1999) и в мини-сериале Стивена Кинга «Буря столетий» (1999). Затем в 1999 проходят съемки откровенного сериала «Город», где у Торри Хиггинсон — одна из самых успешных ролей — роль адвоката из Торонто.
Торри Хиггинсон снимается во многих фильмах: «Крысы», «Превращение Пэйдж», «Ирландский квартал», «Корка», «Горец: Ворон», «За гранью возможного», в канадском документальном мини-сериале «Человеческая история» и в эротической антологии «Счастье».
В 2004 году Тори была предложена главная роль в сериале «Звёздные врата: Атлантида», где она сыграла доктора Элизабет Вейр. Она также сыграла в сериале «Звёздные врата: SG-1»
Торри Хиггинсон играет в разных спектаклях, в том числе: «Три высокие женщины», «Ботинки Зади», «Мельница на Флоссе».

### Личная жизнь
Торри Хиггинсон очень любит путешествовать, предпочитает экзотические путешествия. Она поднималась на гору Синай в Египте на высоту семь тысяч пятьсот футов, ходила в десятидневный поход через горы Чиангмай в Северном Таиланде. У Тори есть собака по кличке «Эдди Твигги Уничтожитель-куриных ножек», которая снималась в «Звёздных вратах: Атлантида» (1.09 и 3.06). Также есть кот, имя которого Шака Зулу Гумбо Йайа.

## Фильмография
| Год       |    | Русское название                                 | Оригинальное название                    | Роль                        |
| --------- | -- | ------------------------------------------------ | ---------------------------------------- | --------------------------- |
| 1991      | ф  | Жена фотографа                                   | The Photographer's Wife                  | Сюзанна                     |
| 1991      | с  | Скрытая комната                                  | The Hidden Room                          | Джорджия                    |
| 1992      | ф  | Собачья жизнь                                    | Vita da cane                             |                             |
| 1992      | с  | Рыцарь навсегда                                  | Forever Knight                           | Эрика                       |
| 1992      | ф  | Виндзорские женщины                              | The Women of Windsor                     | Гвен                        |
| 1993      | ф  | Семейные фотографии                              | Family Pictures                          | Лиди                        |
| 1993      | с  | Телевизионная служба новостей                    | E.N.G.                                   | Мадлен Шеннон               |
| 1994      | с  |                                                  | Counterstrike                            | Сьюзен Кимберли             |
| 1994      | ф  | Война с реальностью                              | TekWar                                   | Бет Киттридж                |
| 1994      | ф  | Война с реальностью: Тек-бароны                  | TekWar: TekLords                         | Бет Киттридж                |
| 1994      | ф  | Война с реальностью: Правосудие                  | TekWar: TekJustice                       | Бет Киттридж                |
| 1994—1995 | с  | Война с реальностью                              | TekWar                                   | Бет Киттридж                |
| 1995      | ф  | Каменные джунгли                                 | Jungleground                             | Саманта 'Сэмми' Вудс        |
| 1996      | ф  | Английский пациент                               | The English Patient                      | Мэри                        |
| 1996      | ф  | Погоня за памятью                                | Memory Run                               | Кристен                     |
| 1996      | ф  | Когда пуля попадает в цель                       | When the Bullet Hits the Bone            | Элисон Доэрти               |
| 1997      | с  | Пси Фактор: Хроники паранормальных явлений       | Psi Factor: Chronicles of the Paranormal | Блайт                       |
| 1997      | ф  | Абсолютная правда                                | The Absolute Truth                       |                             |
| 1997      | ф  |                                                  | Balls Up                                 | Дженни                      |
| 1997      | ф  | Двойной захват                                   | Double Take                              | Пегги                       |
| 1998      | ф  | Воздушный спецназ                                | Airborne                                 | Сара Джеммелл               |
| 1998      | ф  | Горец: Ворон                                     | Highlander: The Raven                    | Клаудия Хоффман             |
| 1998      | с  | Мифические воины: Стражи легенды                 | Mythic Warriors: Guardians of the Legend | озвучка, Цирцея             |
| 1999      | ф  | Семья полицейских 3: Новое расследование         | Family of Cops III                       | Кэролайн Чендлер            |
| 1999      | с  | Буря столетий                                    | Storm of the Century                     | Анджела Карвер              |
| 1999      | ф  | Город                                            | The City                                 | Кэтрин Страчан              |
| 1999      | с  | Город                                            | The City                                 | Кэтрин Страчан              |
| 1999      | с  | За гранью возможного                             | The Outer Limits                         | Алиса Селвин                |
| 2000      | ф  | Крысы                                            | Rats                                     | Нэнси                       |
| 2001      | тф | Однажды ночью                                    | 'Twas the Night                          | Эбби Ригли                  |
| 2001      | ф  | Превращение Пэйдж                                | Turning Paige                            | Шейла Ньюлендс              |
| 2001      | с  | Канада: Человеческая история                     | Canada: A People's History               |                             |
| 2002      | с  | Счастье                                          | Bliss                                    | Кейт                        |
| 2002      | с  | Тайный Камень                                    | Stone Undercover                         | Аврора 'Изабель' МакДональд |
| 2003      | ф  | Секционный зал номер четыре                      | Autopsy Room Four                        | Доктор Кэти Арлен           |
| 2003      | ф  | Корка                                            | Crust                                    | Элис                        |
| 2003      | ф  | Намерение                                        | Intent                                   | Детектив Джессика Кавалло   |
| 2004—2006 | с  | Звёздные врата: SG-1                             | Stargate SG-1                            | Элизабет Вейр               |
| 2004—2007 | с  | Звёздные врата: Атлантида                        | Stargate Atlantis                        | Элизабет Вейр               |
| 2005      | ф  | Ирландский квартал                               | Irish Eyes                               | Лоррейн Хили                |
| 2007      | ф  | Ты, я, любовь                                    | You, Me, Love                            | Лесли                       |
| 2007      | с  | Морская полиция: Спецотдел                       | NCIS                                     | Доктор Джордан Хемптон      |
| 2008      | ф  | Отчаянные Часы: Янтарная Тревога                 | Desperate Hours: An Amber Alert          | Гейджер                     |
| 2008      | с  | В последний миг                                  | Eleventh Hour                            | Алекс                       |
| 2009      | ф  | Улыбка апреля                                    | Smile of April                           | Энджи                       |
| 2010      | тф | Древнее пророчество                              | Stonehenge Apocalypse                    | Доктор Кэйси Лидс           |
| 2010      | ф  | Культ                                            | The Cult                                 | Эвелин                      |
| 2010      | с  | Только правда                                    | The Whole Truth                          | Алекс                       |
| 2011      | с  | Преследование                                    | Chase                                    | Сандра                      |
| 2011      | с  | Мыслить как преступник: Поведение подозреваемого | Criminal Minds: Suspect Behavior         | медсестра Карен             |
| 2016      | ф  | Хроники любви                                    | The History of Love                      | Шарлотта Сингер             |

## Награды и номинации

### Награды
- 2000 — Премия Gemini Award — Лучшая драматическая актриса в сериале «Город»[1]

### Номинации
- 2005 — Премия Сатурн — Лучшая телеактриса второго плана в сериале «Звёздные врата: Атлантида»[2]